# مالكيفارشيتس
مالكيفارشيتس (بالبلغارية: Малки Вършец)‏ قرية تقع إدارياً ضمن Sevlievo ‏ في بلغاريا. ويبلغ عدد سكانها 195 نسمة حسب تعداد 15 مارس 2015. تعتمد مالكيفارشيتس للبريد على الرمز البريدي 5432.